# Пиштек, Теодор

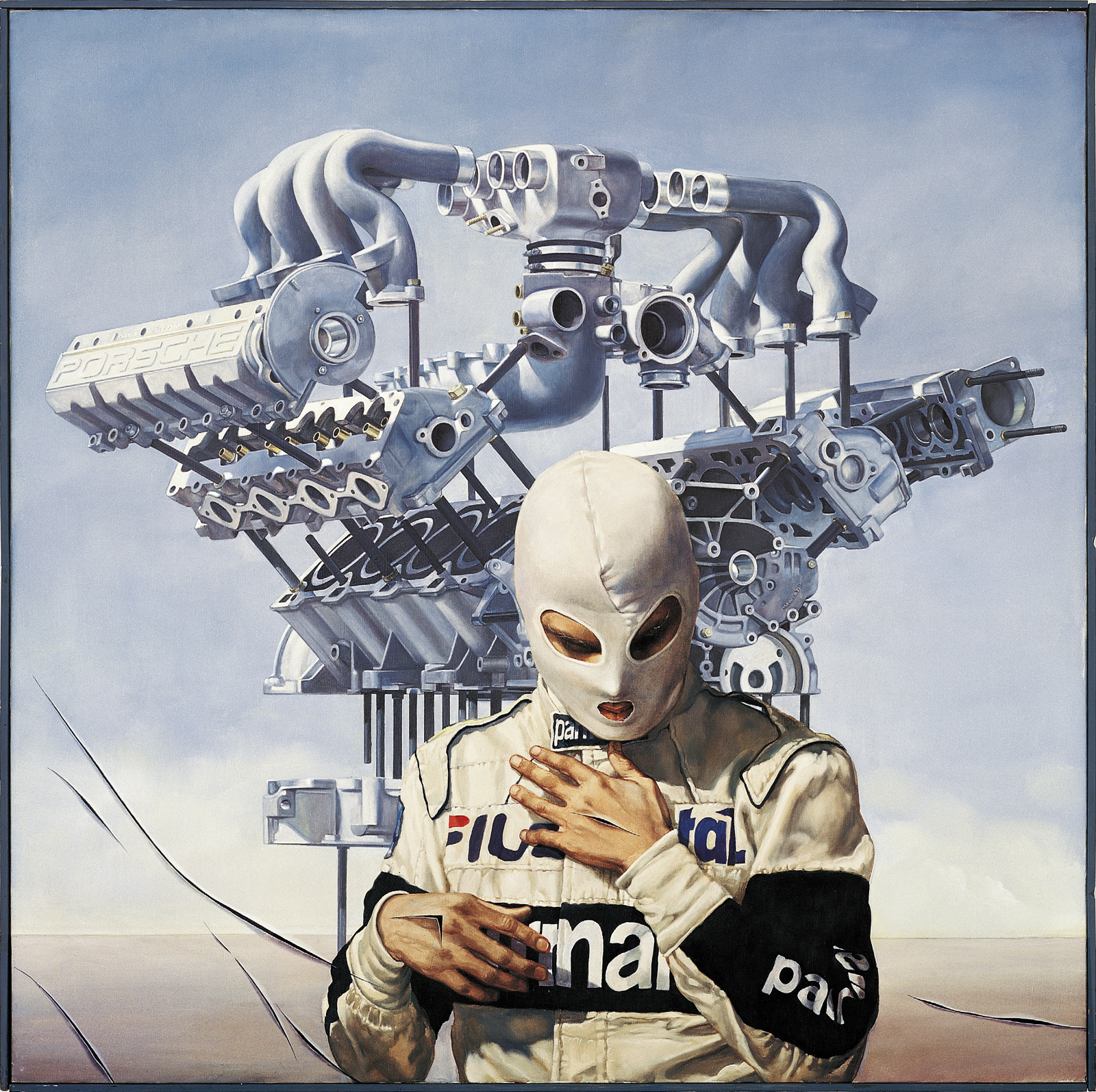
Теодор Пиштек, Ecce Homo, 1983

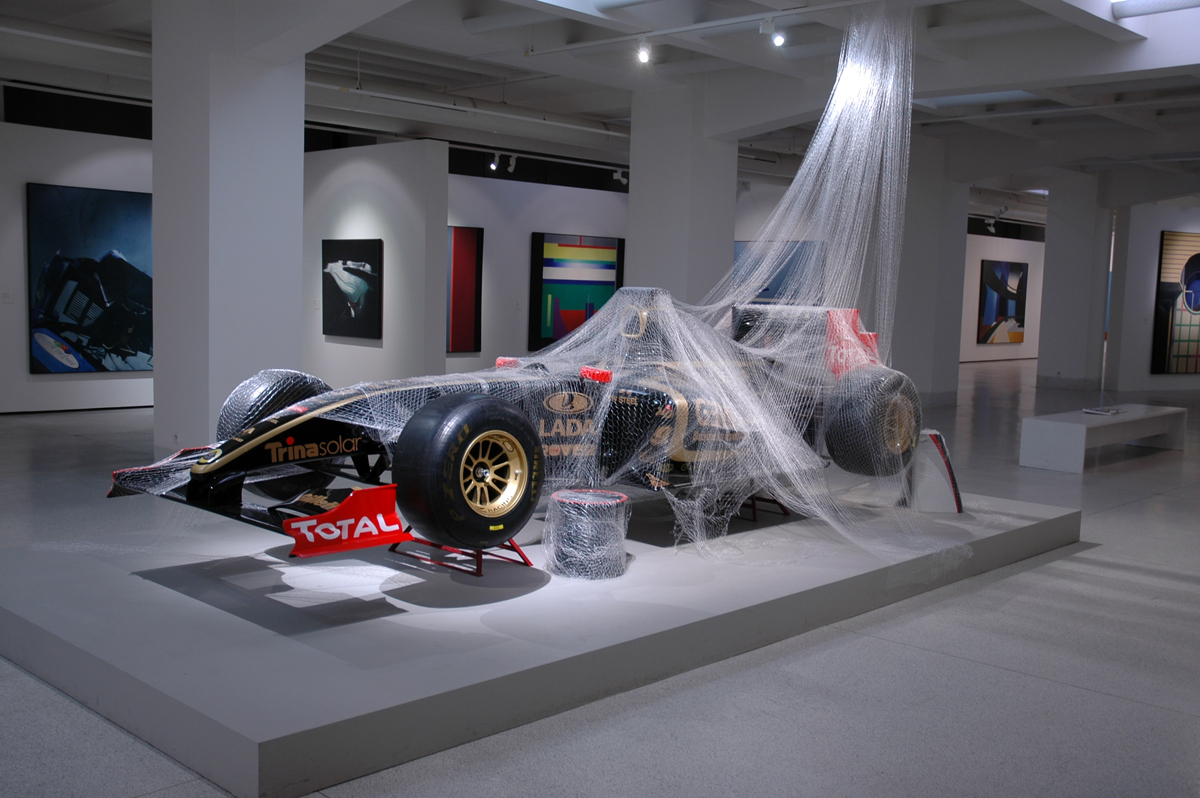
Теодор Пиштек, инсталляция, Национальная галерея в Праге 2012

Теодор Пиштек (чеш. Theodor Pištěk) — чешский художник по костюмам, работающий в кино. Обладатель голливудской кинопремии «Оскар» (1985) за фильм «Амадей» и премии французских кинематографистов «Сезар» (1990) за фильм «Вальмон» в номинациях за лучший дизайн костюмов.

## Биография
Родился в семье актёра Теодора Пиштека (старшего) и актрисы Мани Женишковой. Его дед Ян Пиштек был театральным актёром и первым директором с момента основания Национального театра в Брно. У его мамы Мани Женишковой было четыре сестры, две из которых тоже были актрисами, а две другие вышли замуж за актёров. Дед Мани и её сестёр — чешский художник Франтишек Женишек.
Теодор Пиштек закончил Пражскую академию изобразительных искусств, курс Вратислава Нехлебы.

### В кинематографе
Его дебют в качестве художника по костюмам состоялся в чёрно-белом фильме «Белая Голубка» режиссёра Франтишека Влачила, снятом в 1960 году. Впоследствии у них образовался творческий союз, и Пиштек был художником по костюмам в фильмах, где режиссёром был Влачил, наиболее известные из которых исторические драмы «Маркета Лазарова» и «Долина пчёл». Сотрудничество режиссёра и костюмера продолжалось более двадцати лет, однако Влачил снимал в основном драмы, где костюмам не отводилось большого значения.  
В дальнейшем у Пиштека сложился ещё один творческий союз — с режиссёром Вацлавом Ворличеком, получившим на родине прозвище «король комедии». Их первой совместной работой стала комедия «Пан, вы вдова», снятая в 1968 году. А в 1972 году на экраны вышел фильм-сказка для семейного просмотра «Три орешка для Золушки», совместного производства Чехословакии и ГДР. Фильм имел большой успех как в странах соцлагеря и СССР, так и в странах Западной Европы. Не последнюю роль в этом успехе сыграли и костюмы Пиштека, они хранятся в музее киностудии Баррандов и периодически выставляются в Чехии и Германии. В 1978 году были сняты ещё две костюмированные киносказки — «Как разбудить принцессу» и «Принц и Вечерняя Звезда». А в 1979 году, в том же жанре, появился телесериал «Арабелла» и затем его продолжение, фильм «Румбурак» (1985).
Пиштек был художником по костюмам двух фильмов режиссёра Иржи Менцеля — «Великолепные мужчины с кинокамерами» (1979) и «В старые добрые времена» (1980). В обоих фильмах события разворачиваются в конце XIX начале — XX века, и костюмы соответствуют моде тех лет.
Теодор Пиштек был художником по костюмам в американско-чешской команде, работавшей над фильмом «Амадей», снятом в Праге, режиссёром Милошом Форманом в 1984 году. За свою работу Пиштек получил «Оскар» (1985) в номинации лучший дизайн костюмов. Затем Пиштек работал над костюмами в двух последующих фильмах Формана — «Вальмон» (1989) и «Народ против Ларри Флинта» (1996). Фильм «Вальмон» стал победителем французской кинопремии «Сезар» (1990) в номинации лучшие костюмы, а также был номинирован на «Оскар» и британскую кинопремию BAFTA в аналогичных номинациях.
Последними работами Пиштека для кинематографа стали научно-фантастические мини-сериалы «Дюна» (2000) и «Дети Дюны» (2003) по мотивам произведений Фрэнка Герберта.
В 2003 году Теодор Пиштек был награждён кинопремией «Чешский лев» в номинации за многолетний вклад в чешский кинематограф, а в 2013-м — «Хрустальным глобусом» за вклад в мировой кинематограф.

### Вне кинематографа
Пиштек был художником-оформителем чехословацкого павильона на Экспо 1967 в Монреале.
В 1970-х годах был художником иллюстратором в юмористическом журнале «Ohníček» (рус. Огонёк).
Пиштек с юности увлекался автоспортом. На выбор этого хобби повлиял его дед Юлиус Женишек — владелец компании продававшей автомобили «Ford» на территории Чехословакии в межвоенный период. В Чехии Пиштек известен и как автогонщик, участвовавший в различных соревнованиях, и одновременно известен сериями своих работ посвящённых тематике автоспорта выполненных в жанрах рисунков, коллажей и инсталляций.
В 1990-м году Пиштек разработал униформу почётного караула Пражского Града.

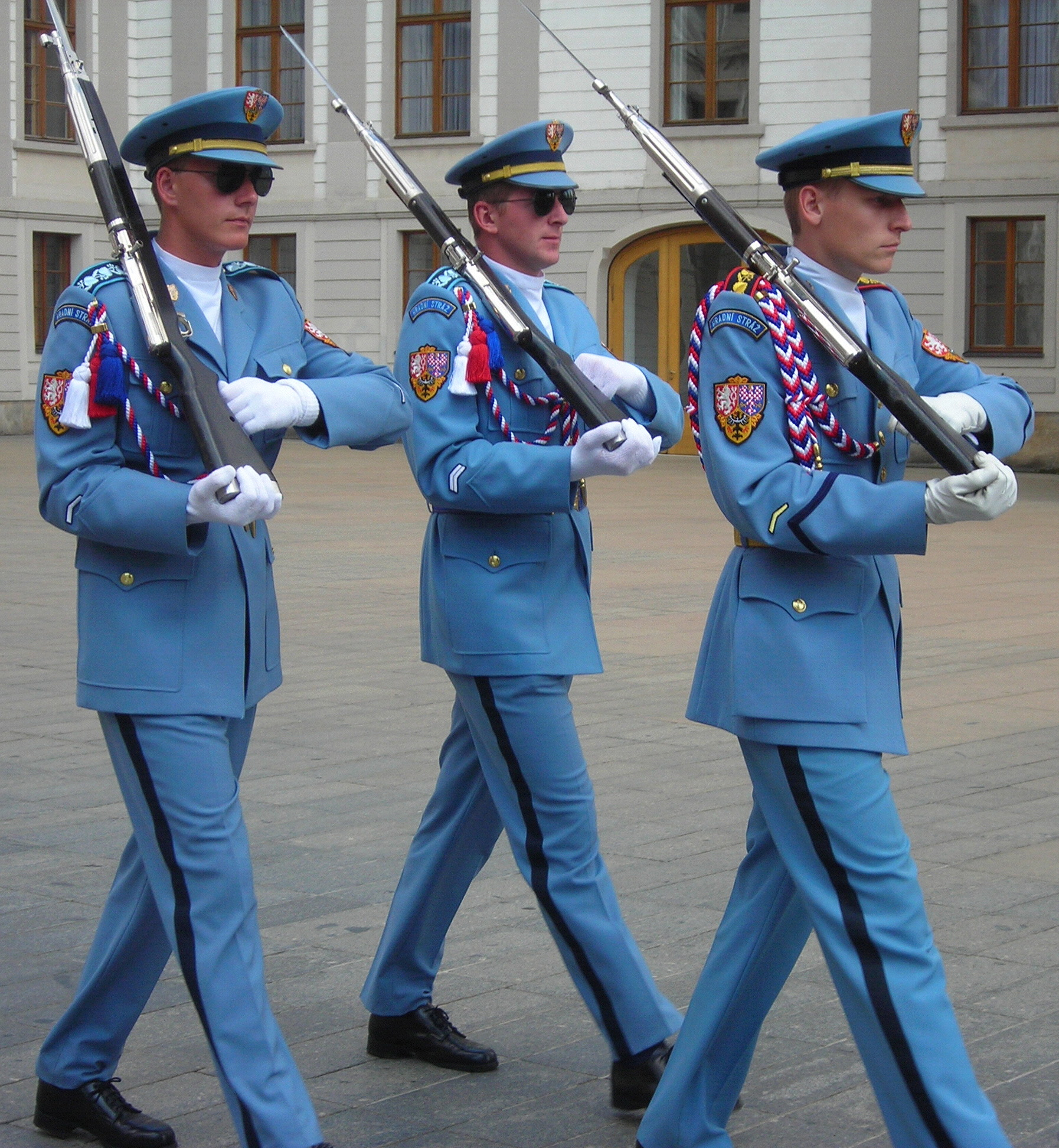
Почетный караул Пражского Града. Автор униформы Т. Пиштек
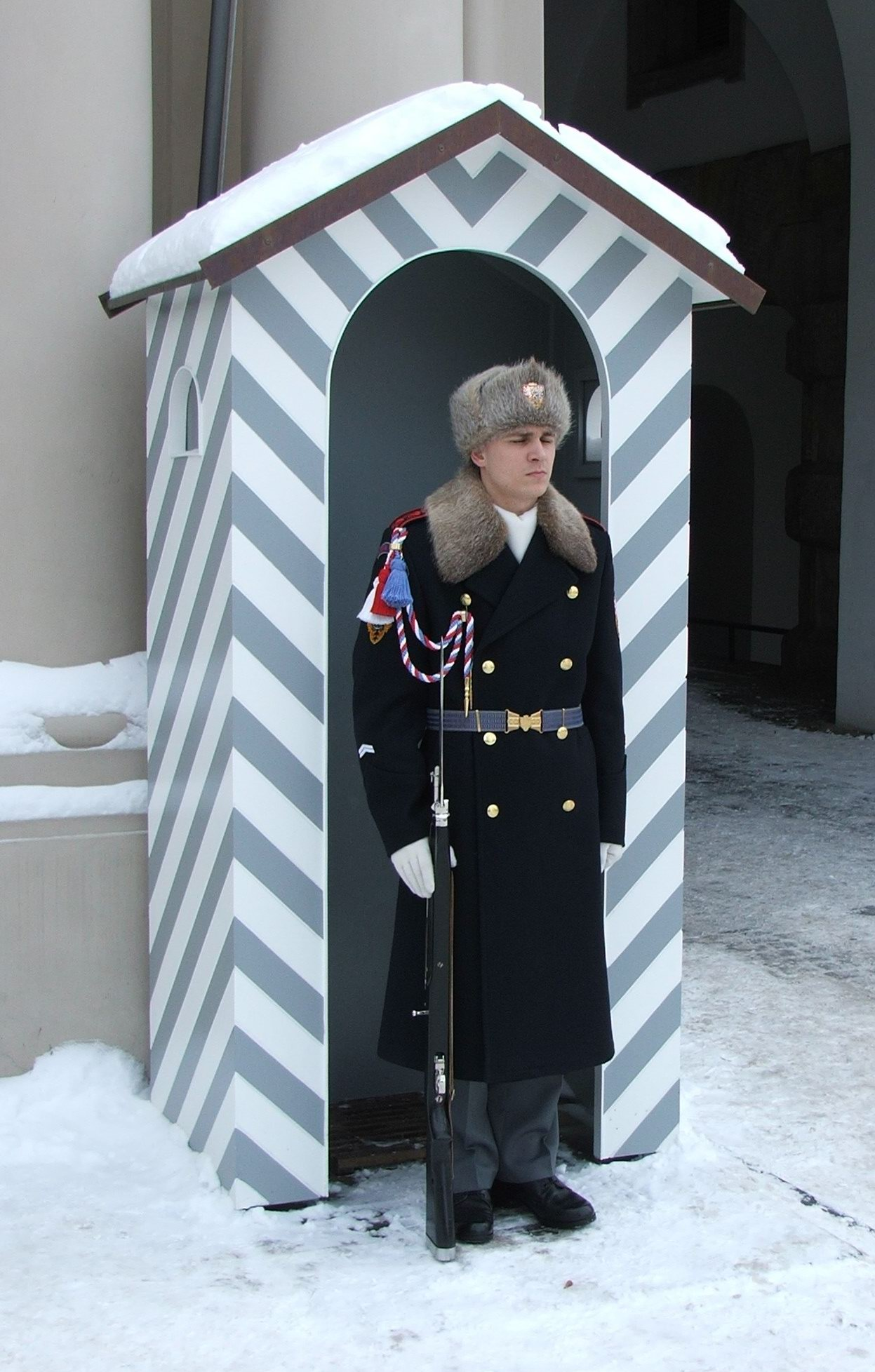
Почетный караул Пражского Града. Автор униформы Т. Пиштек

## Семья
- Отец — Теодор Пиштек (старший), актёр снявшийся более чем в 230-ти чехословацких, немецких и австрийских фильмах[6].
- Дед — Ян Пиштек[чеш.], оперный певец, театральный актер а также видный театральный функционер.
- Мать — Маня Женишкова[чеш.], актриса оставила значительный след в чехословацком немом кинематографе[7].
- Сестра — Анна, проректор Пражского экономического университета, младше Теодора на четыре года, рано умерла от рака[5].
- Дед — Юлиус Женишек, владелец компании продававшей автомобили «Ford».
- Прадед — Франтишек Женишек, чехословацкий художник.
- Тёти — Эрна Женишкова и Яна Женишкова — актрисы[7].
- Дядя — Фред Булин, голливудский и чехословацкий актёр, муж Людмилы Женишковой сестры Мани, Эрны, Яны и Анны.[8]
- Дядя — Бржетислав Грстка, чехословацкий актёр и британский радиоведущий, муж Анны Женишковой[9].
- Жена — Вера, по профессии ассистент режиссёра.
- Сыновья — Мартин Пиштек и Ян Пиштек. Ян[чеш.] тоже художник по костюмам, сотрудничает на постоянной основе с несколькими чешскими театрами. Он был ассистентом отца при работе для сериалов «Дюна» и «Дети Дюны».

## Избранная фильмография
| Год     | Оригинальное название            | Название (русск.)                   | Режиссёр         | Страна               |
| ------- | -------------------------------- | ----------------------------------- | ---------------- | -------------------- |
| 1957    | Florenc 13:30                    | Отправление 13:30                   | Йозеф Мах        | Чехословакия         |
| 1960    | Holubice                         | Белая голубка                       | Франтишек Влачил | Чехословакия         |
| 1962    | Tarzanova smrt                   |                                     | Ярослав Балик    | Чехословакия         |
| 1966    | Happy end                        |                                     | Олдржих Липский  | Чехословакия         |
| 1966    | Poklad byzantského kupce         |                                     | Иво Новак        | Чехословакия         |
| 1967    | Marketa Lazarová                 | Маркета Лазарова                    | Франтишек Влачил | Чехословакия         |
| 1967    | Údolí vcel                       | Долина пчёл                         | Франтишек Влачил | Чехословакия         |
| 1969    | Zabil jsem Einsteina, panove     | Я убил Эйнштейна, господа           | Олдржих Липский  | Чехословакия         |
| 1969    | Adelheid                         | Адельгейд                           | Франтишек Влачил | Чехословакия         |
| 1970-78 | Pan Tau (сериал)                 |                                     | Индржих Поляк    | Чехословакия, ФРГ    |
| 1970    | Čtyři vraždy stačí, drahoušku    | Четырех убийств достаточно, дорогая | Олдржих Липский  | Чехословакия         |
| 1970    | Luk královny Dorotky             |                                     | Ян Шмидт         | Чехословакия         |
| 1970    | Hry lásky šálivé                 | Любви обманчивые игры               | Йиржи Крейчик    | Чехословакия         |
| 1971    | Touha Sherlocka Holmese          |                                     | Штепан Скальски  | Чехословакия         |
| 1970    | Pane, vy jste vdova!             | Пан, вы вдова                       | Вацлав Ворличек  | Чехословакия         |
| 1971    | Dívka na kosteti                 |                                     | Вацлав Ворличек  | Чехословакия         |
| 1972    | Tri orísky pro Popelku           | Три орешка для Золушки              | Вацлав Ворличек  | Чехословакия, ГДР    |
| 1975    | Dvojí svět hotelu Pacifik        | Отель «Пацифик»                     | Януш Маевский    | Чехословакия, Польша |
| 1977    | Zítra vstanu a opařím se čajem   | Завтра встану и ошпарюсь чаем       | Индржих Поляк    | Чехословакия         |
| 1978    | Stíny horkého léta               | Тени знойного лета                  | Франтишек Влачил | Чехословакия         |
| 1978    | Jak se budí princezny            | Как разбудить принцессу             | Вацлав Ворличек  | Чехословакия, ГДР    |
| 1978    | Princ a Vecernice                | Принц и Вечерняя Звезда             | Вацлав Ворличек  | Чехословакия         |
| 1979    | Bajecni muzi s klikou            | Великолепные мужчины с кинокамерами | Иржи Менцель     | Чехословакия         |
| 1979    | Arabela (сериал)                 | Арабелла                            | Вацлав Ворличек  | Чехословакия         |
| 1980    | Postriziny                       | В старые добрые времена             | Иржи Менцель     | Чехословакия         |
| 1982    | Upír z Feratu                    | Вампир от Ферата                    | Юрай Герц        | Чехословакия         |
| 1982    | Sol nad zlato                    | Соль дороже злата (Соляной принц)   | Мартин Голлы     | Чехословакия, ФРГ    |
| 1984    | Amadeus                          | Амадей                              | Милош Форман     | США                  |
| 1985    | Rumburak                         | Румбурак                            | Вацлав Ворличек  | Чехословакия         |
| 1988    | The Raggedy Rawney               | Гадалка-оборванка                   | Боб Хоскинс      | Великобритания       |
| 1989    | Valmont                          | Вальмон                             | Милош Форман     | США, Франция         |
| 1996    | The People vs. Larry Flynt       | Народ против Ларри Флинта           | Милош Форман     | США                  |
| 2000    | Frank Herbert's Dune             | Дюна (мини-сериал)                  | Джон Харрисон    | США, Германия        |
| 2003    | Frank Herbert's Children of Dune | Дети Дюны (мини-сериал)             | Грег Яйтанс      | США, Германия        |